# Babysitting (filme)
Babysitting ou (Loucura Fora de Horas (título em Portugal) ou Babá Fora de Controle (título no Brasil) é um filme found footage de comédia francês realizado por Philippe Lacheau e Nicolas Benamou. É o primeiro filme estrelado pela trupe cómica francesa La Bande à Fifi, revelada pelo Canal Plus.
O filme foi lançado na França a 16 de abril de 2014 e em Portugal foi lançado a 30 de julho de 2015.

## Elenco
- Philippe Lacheau como Franck
- Alice David como Sonia
- Vincent Desagnat como Ernest
- Enzo Tomasini como Rémy Schaudel
- Tarek Boudali como Sam
- Julien Arruti como Alex
- Grégoire Ludig como Paul
- David Marsais como Jean
- Charlotte Gabris como Estelle
- David Salles como o comissário Laville
- Gérard Jugnot como o senhor Schaudel
- Clotilde Courau como a senhora Schaudel
- Philippe Duquesne como o agente Caillaud
- Philippe Brigaud como o senhor Monet

## Sinopse
Franck trabalha como recepcionista e pretende publicar uma história em quadrinhos.
Um dia, enquanto Franck quer mostrar seus desenhos para seu CEO Marc Schaudel, ele encontra um garotinho no elevador assistindo o Scream 4. A reunião vai mal, Franck então revelará o fim do enredo do filme. para o menino, o que cria uma tensão entre eles. Franck então oferecerá seus desenhos a Marc Schaudel, que não está interessado em nada. Franck, que está comemorando seu aniversário de 30 anos, vai ao supermercado com seus amigos Sam e Alex para comprar o que eles precisam para a festa planejada naquela noite.
Franck, que ainda não tinha comemorado seu aniversário, encontra-se obrigado por seu chefe a manter o filho do último até a noite seguinte, quando foi inicialmente a questão da noite. Marc Schaudel e sua esposa devem, de fato, ir a uma cerimônia importante e a babá se cancelou repentinamente após um ataque ao bonde. Acontece que o filho, cujo nome é Remy, é o menino do elevador. Marc assegura a sua esposa que Franck é alguém sério (embora ele não o conheça muito bem, até chamando-o de François). O começo da noite dá errado entre Franck e Remy, o último fazendo suas quatro vontades sob o pretexto de que ele pode acusar Frank de tocar.
No dia seguinte, os pais são despertados por um telefonema da polícia anunciando que o bebê e a babá desapareceram. Eles correm para casa e descobrem a casa de cabeça para baixo. Uma das policiais encontra uma câmera no site que contém vídeos gravados desde ontem. A polícia e os pais então assistem aos vídeos e vão gradualmente entender o curso da noite.
Eles descobrem que dois amigos, Franck, Sam e Alex (que filmam a noite toda), determinados a comemorar seu aniversário, invadiram o Schaudel, dando a Rémy uma pílula para dormir.
Os convidados começam a chegar e, entre eles, Ernest e sua prima, a bela Sonia, que já teve um relacionamento com Franck tempo um pote de partida e que ele ainda está apaixonado. Muito rapidamente, Franck está totalmente impressionado com os acontecimentos e tenta explicar aos convidados que ele não está em casa, mas Sam o faz parecer um palhaço.
Enquanto Sam e Alex já mataram o papagaio Schaudel, Franck percebe que Remy (que nesse meio tempo acordou) não está mais lá. Em pânico, ele procura por ele em toda a casa e depois lembra que o menino queria ir ao parque de diversões local.
Acompanhado por Sam, Alex, Sonia e Ernest, ele vai buscá-lo no carro Schaudel que Alex "encontrou lá". No caminho, Ernest descobre que sua esposa o enganou com Sam, o que o expulsa e o faz sair do carro. É onde um caminhão puxa a porta traseira esquerda do Range Rover. Quando a polícia chega e exige os papéis do veículo que Alex, o motorista, não tem necessariamente, o último prefere então escurecer. Depois de uma perseguição, o veículo termina sua corrida na floresta, montanhoso. Os quatro amigos chegam na feira, caminhando na floresta, e encontram Remy, que insiste que eles permaneçam lá por uma hora. Eles aceitam com relutância e acabam se divertindo muito, Sonia começando a se aproximar de Franck. Eles também aprendem que o maior sonho de Rémy é que seu pai, que só pensa em si mesmo e não cuida do filho, venha vê-lo jogando futebol.
No caminho de volta, eles encontram Ernest, completamente bêbado, que se recusou a pagar por sua refeição. Remy rapidamente precisando de seu Ventoline para superar seu ataque de asma, todos os amigos retornam para a casa de Schaudel em karts roubados no carnaval, em uma corrida de perseguição épica digna de Mario Kart.
Quando chegam ao seu destino, é pior do que nunca: a casa, o jardim e a piscina estão cheios, o vizinho senta em uma poltrona segurando balões inflados de hélio, como no filme Là -haut ...
O filme para abruptamente e é a Sra. Schaudel que pensa em saber para onde foram todos os protagonistas: ver Rémy jogar sua final de futebol. Os Schaudels vão lá também e M. Schaudel tem uma discussão com Franck. Ele lista os danos, informa que está demitindo e que a polícia está esperando que ele o pare. É no momento de embarcar com Sam e Alex que Sonia a beija.
O filme termina com uma sessão de autógrafos de Franck para sua famosa história em quadrinhos: Babysitting, que ele pôde publicar graças a Schaudel, que tem todo o interesse em vê-lo bem-sucedido se quiser ser recompensado.

## Reconhecimentos
- Festival Internacional de Cinema de Comédia de Alpe d'Huez 2014: Prémio Especial do Júri, Prémio do Público

## Sequela
A sequela intitulada Babysitting 2 foi anunciada pela Universal Pictures e será lançada a 2 de dezembro de 2015.